# Heinz Hager
Heinz Hager (* 21. Februar 1927 in Oberhausen; † 9. Juli 2001 in Mülheim an der Ruhr) war von 1969 bis 1974 Oberbürgermeister und von 1974 bis 1992 Oberstadtdirektor der Stadt Mülheim an der Ruhr.

## Leben und Wirken
Nach einer Verwaltungsausbildung und Anstellung beim Arbeitsamt kam Hager 1955 zur Mülheimer Stadtverwaltung, wo er innerhalb von zehn Jahren zum Leiter des Hauptamtes aufstieg. 1965 schied er aus städtischen Diensten aus, um die Stelle des Verwaltungsdirektors am Evangelischen Krankenhaus in Mülheim an der Ruhr anzutreten.
Als 1969 ein Nachfolger für den scheidenden Oberbürgermeister Heinrich Thöne gesucht wurde, fiel die Wahl der Mülheimer SPD auf ihn. Knapp fünf Jahre später trat Hager zurück, um sich kurz darauf im Oktober 1974 vom Rat der Stadt Mülheim (mit 40 von 43 Stimmen) zum Oberstadtdirektor wählen zu lassen. Bis zu seiner Pensionierung 1992 hatte er dieses Amt inne. Er war zudem Aufsichtsratsvorsitzender. In seine Zeit als Verwaltungschef fallen zahlreiche städtebauliche Großprojekte wie die Mülheimer Landesgartenschau (MüGa), der Umbau der Schloßstraße zur Fußgängerzone, der Bau des City Centers (Forum) und die Sanierung des Kirchenhügels.
Heinz Hager war Mitglied der SPD (seit 1954), Vorsitzender des Kreisverbandes des Deutschen Roten Kreuzes (1976–1995) sowie Präsident des Rennvereins Raffelberg (1980–1999). Die Stadt Mülheim verlieh ihm im Jahr 2000 den Ehrenring für seine Verdienste.
Er starb nach langer schwerer Krankheit im Juli 2001.